# SAX (index)
SAX (zkr. ze Slovenský akciový index) je oficiální akciový index Burzy cenných papírů v Bratislavě. Je to kapitálově vážený index založený na porovnání tržní kapitalizace vybraného souboru akcí s tržní kapitalizací téhož souboru akcí k referenčnímu dni. Je to index, který odráží celkovou změnu majetku spojenou s investováním do akcií, které jsou zařazeny do indexu. Zahrnuje změny cen a také dividendové příjmy a příjmy, které souvisí se změnami velikosti akciového kapitálu.
Počáteční hodnota indexu je 100 bodů a váže se ke dni 14. září 1993. 

## Složení indexu
- Biotika, a.s.
- OTP Banka Slovensko, a.s.
- Slovenské energetické strojírny, a.s.
- Slovnaft, a.s.
- Všeobecná úvěrová banka, a.s.
- Tatry mountain resorts, a.s.
- Best Hotel Properties, a.s.